# معركة الإسكندرية (كانوب)
وقعت معركة الإسكندرية أو معركة كانوب، في 21 مارس 1801 بين الجيش الفرنسي بقيادة الجنرال جاك فرانسوا مينو والفرقة البريطانية تحت قيادة السير رالف أبركرمبي، بالقرب من أنقاض نيكوبوليس، على الأرض الضيقة بين البحر والبحيرة. أبو قير، تقدمت القوات البريطانية نحو الإسكندرية بعد أفعال أبو قير في 8 مارس وماندورا في 13 مارس.

## المقدمة

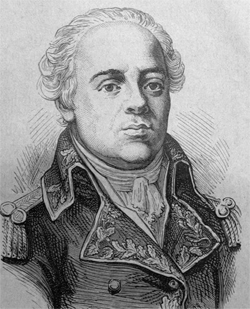
جاك فرانسوا مينو

الأسطول الإنجليزي بقيادة الأدميرال كيث والجنرال رالف أبركرمبي ذهب في مينوركا ومالطا، على طول الساحل، ثم رست السفن في خليج ماكري في 29 ديسمبر. بينما الميجور جنرال جون مور يتفاوض في يافا، مع يوسف باخا، بتدرب الرجال على النزول على ساحل آسيا الصغرى أمام رودس. واخذ ست سفن تابعة للأسطول العثماني، بما في ذلك انضمام السلطان سليم ب 110 بندقية و 8 طرادات.
وقد أخبر مراد بك من هذه التهديدات بالخروج الوشيك، فالجنرال جاك فرانسوا مينو، الذي تولى قيادة القوات الفرنسية بعد اغتيال كليبر، بطيء في اتخاذ الترتيبات.
الإنجليز وصلوا أمام أبو قير في 1 مارس. ومع ذلك، بسبب الظروف الجوية، لم يهجموا الا في اليوم الثامن، في هذه الأثناء، فقد مينو الكثير من الوقت في التعامل مع الأتراك الذين لا يزالون بعيدين عن الوصول، ويعطي أوامر سخيفة ومتناقضة. مع 1500 رجل فقط، لا يستطيع الجنرال فريانت مقاومة وتجاهل الحامية في فورت أبو قير.
في 12 مارس، جلب الجنرالات لانوس وبرون بعض التعزيزات. وفي 13 مارس، في معسكر الرومان، قرب بحيرة ماداي، كان الهجوم الفرنسي على الرغم من النقص العددي. بعد بعض النجاحات الأولية، كان يجب عليهم التراجع. في نفس اليوم، وصل مينو إلى رحمانية حيث قضي يومًا ما. في 15 مارس، وصل في دمنهور حيث انضم إليه رينير ورامبون.
ثم تم تسليم حامية فورت أبوقير لنفسها. وقد وصل عدد الرجال الذين وصلوا في اليوم نفسه إلى 150 رجلاً من الأسطول الإنجليزي استسلمتوا في 19 مارس. وصل مينو إلى الإسكندرية يوم 20 مارس.
الإنجليز راسخه الآن. في الوقت نفسه، تحرك جيش الوزير الأول ويهدد الحدود، في حين يغادر جثمان من السفراء الأنجلو من الهند في قصير. ضد هذا الجيش، لا يوجد خيار آخر للفرنسيين من الذهاب في الهجوم ومحاولة كل شيء من أجل الكل.

## المعركة

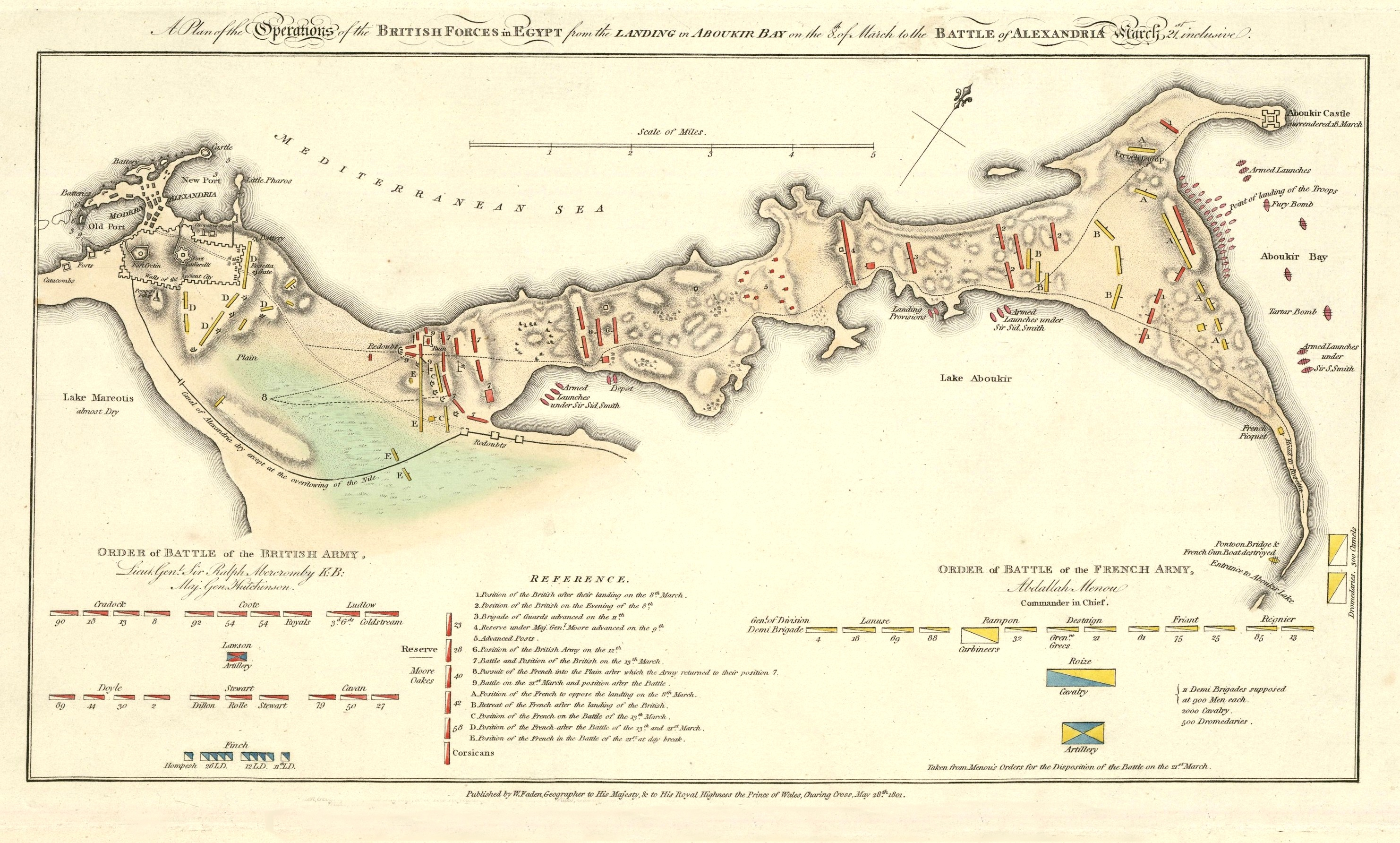
خريطة الخطة البريطانية للمعركة.

وفي 21 مارس، كانت القوات تحت السلاح في الساعة الثالثة من صباح اليوم، وفي الساعة الثالثة والنصف صباحا، هاجم الفرنسيون وسافروا في البؤر الاستيطانية. تحرك الجيش الفرنسي بسرعة كبيرة في تشكيله معتادة للفرق. وقع عبء الهجوم على أمر مور، وعلى وجه الخصوص الفوج الثامن والعشرين (جلوسيسترشاير). تم هزم البريطانيون الصدمة الأولى لكن الفرق الفرنسية اخترقت في الظلام من فوجين بريطانيين. نشبت معركة مرتبكة في الأنقاض، حيث التقطت ساعة بلاك ووتش 42 لونًا. تم استخدام الرتب الأمامية والخلفية للـفوج 28 في الوقت نفسه، حيث تلقى الجنود الأمر «البقاء في الصف الأمامي كما أنت، والرتبة الخلفية حول المنعطف».

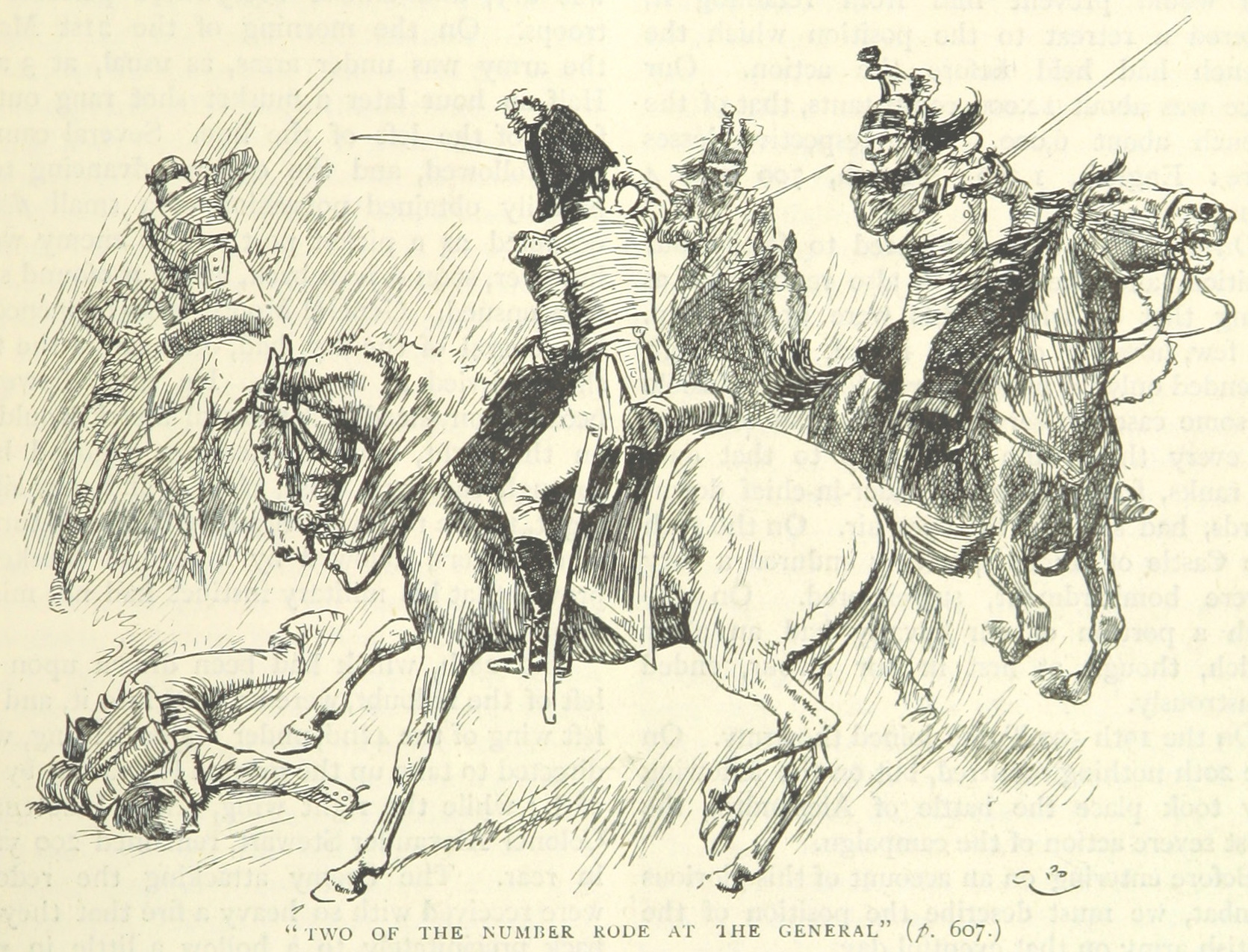
رالف أبركرمبي (وسط) يحارب اثنين من الفرسان الفرنسيين (من كتاب إنجليزي)

وكانت الفرق الأخرى التي ساعدت في الإطاحة بالفرق الفرنسية هي 23 و 40 و 58. وفي هجوم ثان، تسبب سلاح الفرسان التابع للعدو في خسائر فادحة في اليوم الثاني والأربعين. شارك السير رالف أبركرمبي في صراع شخصي مع بعض الفرسان الفرنسيين، وفي هذا الوقت تلقى جرحًا مميتًا، على الرغم من أنه بقي في الميدان وفي القيادة حتى النهاية. تم صد الهجوم على المركز بنيران الحرس الثوري البارد والمطردة، وحافظ الجناح الأيسر على موقعه بسهولة، لكن الفرسان الفرنسيين للمرة الثانية جاءوا إلى أماكن قريبة من المحمية.
حوالي الثامنة والنصف من القتال بدأ يتضاءل، وأطلقت الطلقات الأخيرة. وقد تم الضغط على الهجوم الحقيقي على اليمين البريطاني، ولا يعطي تاريخ فوج ساري الملكي الغربي للملك أي ثناء لا مبرر له لفرق الاحتياط في القول «الهجوم المصمم كان سينجح ضد أي قوات أخرى تقريبا». من الناحية الفنية، تُظهِر تفاصيل هذا العمل أنه لم يكن أفضل بشكل ملحوظ في المشاجرة من الفرنسيين المحنكين بالحرب، إلا أن المشاة البريطانيين امتلكوا في فرقهم قوة لم تكن تمتلكها أي قوات أخرى، وكانت تلك القوات هي التي قررت اليوم. أكثر من العناد الفردي للرجال.
الفوج 42، اتهموا من قبل الفرسان مرتين، ولكن 13 رجلا أصيبوا. كان جزء من الخسائر الفرنسية ناجما عن الزوارق الحربية التي وضعت بالقرب من الشاطئ وغطت الجناح الأيسر للفرق الفرنسية وبندقية بحرية ثقيلة وضعت بالقرب من موقع في 28 مارس.

## بعد المعركة
كانت القوات المشاركة في هذا اليوم حوالي 14000 بريطاني إلى حوالي 9000 فرنسي. كانت الخسائر التي لحقت بالبريطانيين، 1468 قتيلا، جرحى ومفقودين، بما في ذلك رالف أبركرمبي (الذي توفي في 28 مارس)، جرح مور وجرح ثلاثة جنرالات آخرين. من ناحية أخرى، بلغ عدد القتلى الفرنسيين 1160 قتيلاً و 3000 جريح.
تقدم البريطانيون على الإسكندرية وحاصروها. استسلمت الحامية الفرنسية في 2 سبتمبر 1801